# Михайловское (Дмитровский городской округ)
Михайловское — деревня в Дмитровском районе Московской области, в составе сельского поселения Якотское. Население — 0 чел. (2010). До 2006 года Михайловское входило в состав Якотского сельского округа.

## Расположение
Деревня расположена в северо-восточной части района, примерно в 9 км к северо-востоку от Дмитрова, на возвышенности Клинско-Дмитровской гряды, высота центра над уровнем моря 180 м. Ближайшие населённые пункты — Скриплево на севере, Вороново на юге, Овсянниково на западе и Власково на северо-западе.

## Население
| 2002 | 2006 | 2010 |
| ---- | ---- | ---- |
| 2    | →2   | ↘0   |